# Pierre de Bourbon-Siciles
Titre
Prétendant au trône des Deux-Siciles
Depuis le 5 octobre 2015
(9 ans, 9 mois et 19 jours)
Pierre de Bourbon-Deux-Siciles (en espagnol : Pedro de Borbón-Dos Sicilias y Orléans), né le 16 octobre 1968 à Madrid, est un prince et le chef de la branche aînée de la maison royale des Deux-Siciles depuis 2015 et prétendant au trône. Il porte les titres de courtoisie de duc de Calabre et comte de Caserte et la dignité officielle de grand d'Espagne en tant que fils d'un infant d'Espagne. Il est le seul fils et le troisième enfant de Charles de Bourbon-Siciles et de sa femme, Anne d'Orléans. 
Alors titré duc de Noto, il épouse en 2001 Sofía Landaluce y Melgarejo (1973), fille de José Manuel Landaluce y Domínguez, riche propriétaire terrien, et de Blanca Melgarejo y González, petite-fille du 5e duc de San Fernando de Quiroga.

## Querelle dynastique
À la mort de son père le 3 février 1964 et malgré l'acte de Cannes signé par son grand-père Charles de Bourbon-Siciles, le père de Pierre, Charles, se déclare duc de Calabre, comte de Caserte et prétendant au trône royal des Deux-Siciles. L'acte de Cannes, du 14 décembre 1900, était une renonciation conditionnelle à la succession à la couronne des Deux-Siciles, sujet à la Pragmatique Sanction de Charles III du 6 octobre 1759, acte visant la séparation des couronnes d’Espagne et des Deux-Siciles, conditions qui n’existent pas en 1900. L'acte de Cannes ne mentionne pas la dignité du chef de la famille royale, ni la grande maîtrise de l'ordre sacré et militaire constantinien de Saint-Georges, une dignité qui descend par primogéniture de la maison Farnèse. À la mort de son père, en 2015, Pierre de Bourbon reprend son titre de courtoisie de duc de Calabre et ses prétentions au trône des Deux-Siciles.
Les prétentions de cette branche au titre de chef de la maison royale ont été contestées par le chef de la branche cadette, Rénier de Bourbon-Siciles, duc de Castro, et depuis lors par ses successeurs Ferdinand et Charles. Mais la légitimité de ces revendications est reconnue par l'infant Juan de Bourbon, comte de Barcelone, et son fils Juan Carlos Ier, ex-roi d’Espagne, Robert de Bourbon, duc de Parme (« Robert II »), dom Duarte de Bragance, duc de Bragance, l'infant Jacques-Henri de Bourbon, duc d’Anjou et de Ségovie, le roi Paul et l'ex-roi Constantin II des Hellènes, l'ex-tsar Siméon II des Bulgares et Pierre-Gaston d'Orléans et Bragance qui ont tous accepté le collier de l'ordre constantinien de Saint-Georges de l'infant Alphonse, grand-père de Pierre de Bourbon-Siciles. L’archiduc Otto de Habsbourg-Lorraine fut reçu par l'infant Charles comme chevalier de l’ordre de Saint-Janvier et le prince héritier Alexandre de Serbie comme bailli de justice de l’ordre constantinien de Saint-Georges.
Il est par ailleurs considéré par les légitimistes français comme dix-neuvième dans l’ordre de succession au trône de France.

## Descendance
Sept enfants sont nés de son union avec Sofía Landaluce y Melgarejo :
- Jaime de Borbón-Dos Sicilias y Landaluce, duc de Noto (2015)[1], duc de Capoue (2013)[2], né le 26 juin 1992 à Madrid[3], épouse en 2021 Charlotte Diana Lindesay-Bethune, dont une fille :
  - Francesca de Borbón-Dos Sicilias, née le 13 octobre 2023 à Londres[4] ;
- Juan de Borbón-Dos Sicilias y Landaluce, né le 18 avril 2003 à Madrid ;
- Pablo de Borbón-Dos Sicilias y Landaluce, né le 28 juin 2004 à Madrid ;
- Pedro de Borbón-Dos Sicilias y Landaluce, né le 3 janvier 2007 à Madrid ;
- Sofía de Borbón-Dos Sicilias y Landaluce, née le 12 novembre 2008 à Madrid ;
- Blanca de Borbón-Dos Sicilias y Landaluce, née le 6 avril 2011 à Madrid ;
- María de Borbón-Dos Sicilias y Landaluce, née le 5 mars 2015 à Madrid.

## Prétendant non salique au trône de Navarre
Etant l'aîné des descendants du roi de France et de Navarre Louis XV par son aïeule Louise d'Artois (petite-fille de Charles X), il est considéré par certains, comme l'hériter des rois de Navarre. Cependant, selon l'interpétation faite par le monarchisme français de l'Édit de fusion de 1620 des royaumes de France et de Navarre, la transmission du royaume de Navarre doit se faire uniquement en ligne masculine et ce qui rend caduques les éventuelles prétentions de Pierre.

## Titulature, décorations et armoiries

### Titulature dans lafamille royale d'Espagne
En Espagne, les prédicats et titres que porte Pierre de Bourbon-Siciles sont des titres réguliers reconnus par le royaume d'Espagne.
- depuis le 16 décembre 1994 : Son Excellence Don Pedro de Borbón-Dos Sicilias y de Orleans, grand d'Espagne.

### Titulature dans lamaison de Bourbon-Deux Siciles
Les prédicats et titres portés actuellement par les membres de la maison de Bourbon n'ont pas d’existence juridique en Italie et sont considérés comme des titres de courtoisie. Ils sont attribués par le chef de maison. Héritier du duc de Calabre, Pierre de Bourbon-Siciles a porté ou porte les titres suivants :
- 16 octobre 1968 - 5 novembre 2015 : Son Altesse Royale le duc de Noto (naissance) ;
- depuis le 5 novembre 2015 : Son Altesse Royale le duc de Calabre, comte de Caserte[1],[7].

### Ordres dynastiques
Royaume des Deux-Siciles
| Ordre de Saint-Janvier                                  | Grand-maître de l'illustre ordre royal de Saint-Janvier (5 octobre 2015),                   |
| Ordre sacré et militaire constantinien de Saint-Georges | Grand-maître de l'ordre sacré et militaire constantinien de Saint-Georges (5 octobre 2015), |
| Ordre de Saint-Ferdinand et du Mérite                   | Grand-maître de l'ordre de Saint-Ferdinand et du Mérite (5 octobre 2015)                    |
| Ordre de Saint-Georges de la Réunion                    | Grand-maître de l'ordre de Saint-Georges de la Réunion (5 octobre 2015)                     |
| Ordre royal de François Ier                             | Grand-maître de l'ordre royal de François Ier (5 octobre 2015)                              |

 Espagne
| Ordre d'Alphonse X le Sage                  | Commandeur de l'ordre d'Alphonse X le Sage (22 décembre 2017)                             |
| Conseil royal des ordres militaires         | Président du conseil royal des ordres militaires (2014)                                   |
| Ordre d'Alcántara                           | Commandeur majeur de l'ordre d'Alcántara (2014),                                          |
| Société royale de chevalerie de Valence     | Chevalier de la société royale de chevalerie de Valence (1972)                            |
| Corporation royale de la noblesse de Madrid | Chevalier protecteur de la corporation royale de la noblesse de Madrid (21 décembre 2015) |
| Société royal de chevalerie de Gerone       | Chevalier de la société royale de chevalerie de Gerone (28 avril 2018)                    |
| Société royale de chevalerie de Saragosse   | Chevalier de la société royale de chevalerie de Saragosse                                 |
| Société royale de chevalerie de Séville     | Chevalier de la société royale de chevalerie de Séville                                   |

 Ordre souverain de Malte
| Ordre souverain militaire et hospitalier de Saint-Jean de Jérusalem, de Rhodes et de Malte | Bailli Grand-croix d'honneur et de dévotion de l'ordre souverain de Malte |

 Royaume de Portugal
| Ordre de l'Immaculée Conception de Vila Viçosa | Grand-croix de l'ordre de l'Immaculée Conception de Vila Viçosa |

 Vatican
| Ordre équestre du Saint-Sépulcre de Jérusalem | Grand-croix de l'ordre équestre du Saint-Sépulcre de Jérusalem (5 novembre 2016), |